# John Eriksson i Bäckmora
John Erik Eriksson (i riksdagen kallad Eriksson i Bäckmora), född 7 september 1915 i Ilsbo, Gävleborgs län, död 6 mars 1974 i Enånger, Gävleborgs län, var en svensk lantbrukare och politiker (centerpartiet). 
Eriksson var riksdagsledamot 1957–1974 (fram till 1970 i andra kammaren) för Gävleborgs läns valkrets.